# L'Isle-aux-Coudres
L'Isle-aux-Coudres è un comune del Canada, situato nella provincia del Québec, nella regione di Capitale-Nationale.